# Église Saint-Martin d'Augy
L'église Saint-Martin d'Augy est une église située à Saint-Léopardin-d'Augy, en France

## Localisation
L'église est située sur la commune de Saint-Léopardin-d'Augy (Allier). C'est l'église de l'ancienne paroisse et commune d'Augy, fusionnée avec Saint-Léopardin en 1843.

## Description

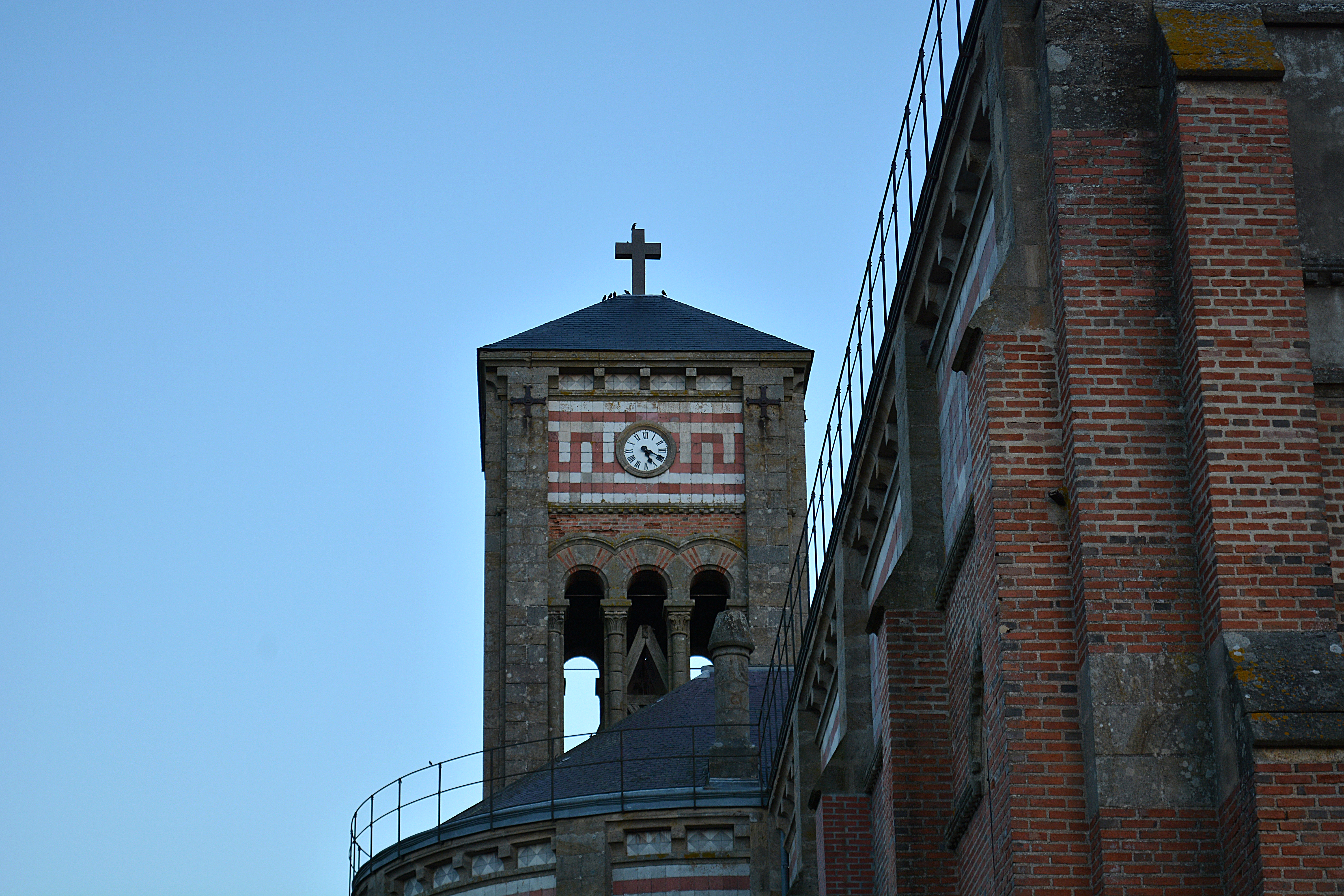
Le clocher.

## Historique

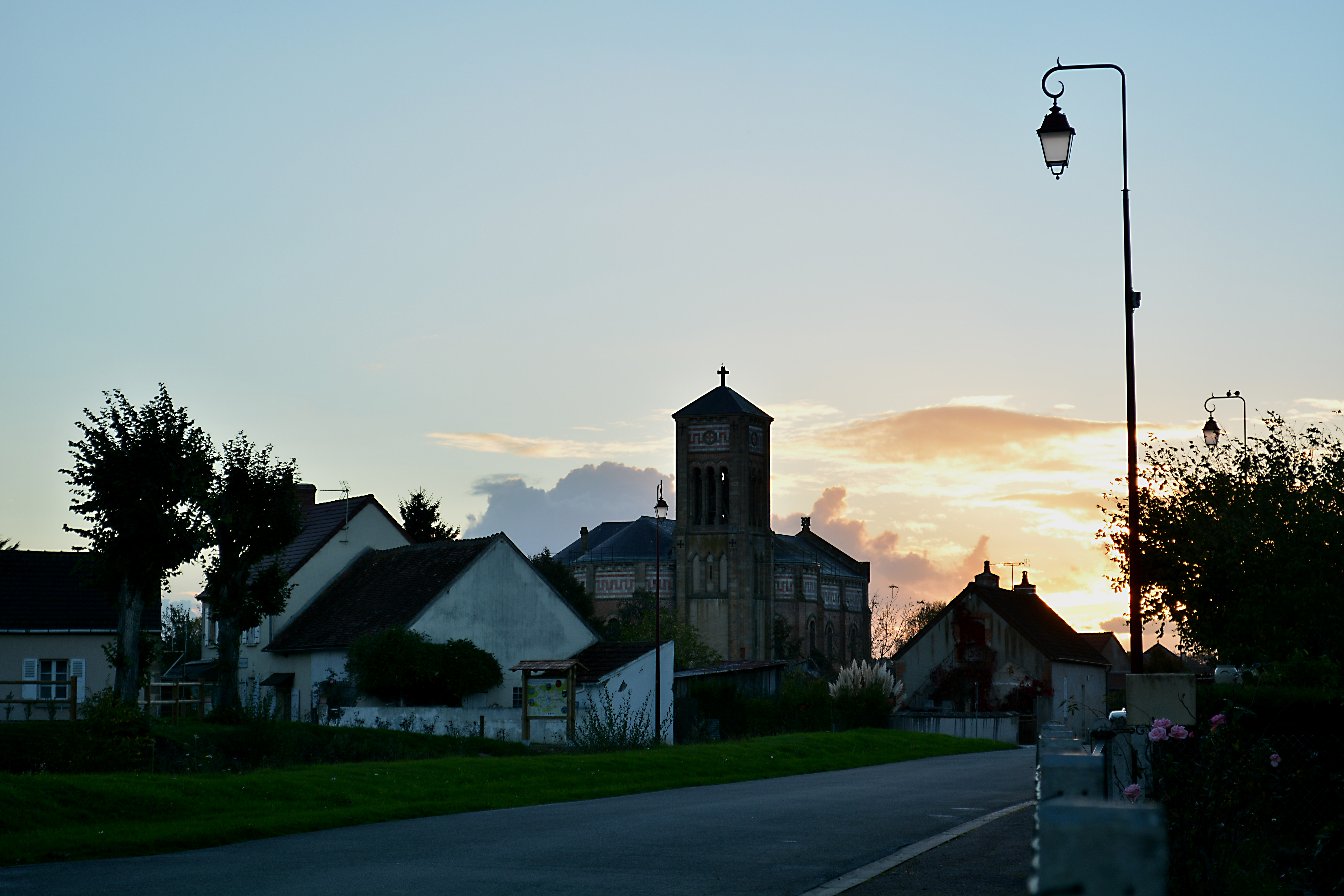
L'église au soleil couchant.